# Knut Kroon
Knut William Kroon (ur. 19 czerwca 1906 w Helsingborgu, zm. 27 lutego 1975 tamże) – szwedzki piłkarz, grający na pozycji napastnika.

## Kariera klubowa
Karierę piłkarską Knut Kroon rozpoczął w 1924 w klubie Stattena IF. W 1925 przeszedł do klubu Helsingborgs IF, w którym występował do końca kariery, którą zakończył w 1942. Z Helsingborgiem pięciokrotnie zdobył mistrzostwo Szwecji w 1929, 1930, 1933, 1934, 1941 oraz zdobył Puchar Szwecji w 1941. Ogółem w barwach Helsingborga rozegrał 516 spotkań, w których zdobył 318 bramek.

## Kariera reprezentacyjna
W reprezentacji Szwecji Kroon zadebiutował 1 listopada 1925 wygranym 6-2 towarzyskim meczu z Polską. W 1934 József Nagy, ówczesny selekcjoner reprezentacji Szwecji powołał Kroona na mistrzostwa świata. Na turnieju we Włoszech wystąpił w obu meczach Szwecji – z Argentyną (zdobył zwycięska bramkę w 80 min.) i Niemcami. Ostatni raz w reprezentacji wystąpił 1 lipca 1934 w wygranym 3-1 meczu Pucharu Nordyckiego z Norwegią. W latach 1925–1934 rozegrał w reprezentacji 34 spotkania, w których zdobył 18 bramek.
| Mecze i gole w reprezentacji | Mecze i gole w reprezentacji | Mecze i gole w reprezentacji | Mecze i gole w reprezentacji | Mecze i gole w reprezentacji | Mecze i gole w reprezentacji | Mecze i gole w reprezentacji |
| #                            | Data                         | Miasto                       | Przeciwnik                   | Gol                          | Wynik                        |                              |
| ---------------------------- | ---------------------------- | ---------------------------- | ---------------------------- | ---------------------------- | ---------------------------- | ---------------------------- |
| 1.                           | 01.01.1925                   | Kraków                       | Polska                       |                              | 6:2                          | towarzyski                   |
| 2.                           | 20.06.1926                   | Norymberga                   | Niemcy                       |                              | 3:3                          | towarzyski                   |
| 3.                           | 18.07.1926                   | Sztokholm                    | Włochy                       | Gol                          | 5:3                          | towarzyski                   |
| 4.                           | 03.10.1926                   | Kopenhaga                    | Dania                        |                              | 0:2                          | Puchar Nordycki              |
| 5.                           | 03.04.1927                   | Bruksela                     | Belgia                       |                              | 1:2                          | towarzyski                   |
| 6.                           | 19.06.1927                   | Sztokholm                    | Dania                        |                              | 0:0                          | Puchar Nordycki              |
| 7.                           | 04.09.1927                   | Sztokholm                    | Belgia                       | Gol · Gol                    | 7:0                          | towarzyski                   |
| 8.                           | 06.11.1927                   | Zurych                       | Szwajcaria                   | Gol                          | 2:2                          | towarzyski                   |
| 9.                           | 13.11.1927                   | Amsterdam                    | Holandia                     |                              | 0:1                          | towarzyski                   |
| 10.                          | 07.06.1928                   | Sztokholm                    | Norwegia                     | Gol · Gol                    | 6:1                          | Puchar Nordycki              |
| 11.                          | 30.09.1928                   | Sztokholm                    | Niemcy                       |                              | 2:0                          | towarzyski                   |
| 12.                          | 07.10.1928                   | Kopenhaga                    | Dania                        |                              | 1:3                          | Puchar Nordycki              |
| 13.                          | 09.06.1929                   | Sztokholm                    | Holandia                     |                              | 6:2                          | towarzyski                   |
| 14.                          | 16.06.1929                   | Göteborg                     | Dania                        | Gol                          | 3:2                          | Puchar Nordycki              |
| 15.                          | 07.07.1929                   | Landskrona                   | Estonia                      | Gol                          | 4:1                          | towarzyski                   |
| 16.                          | 18.07.1929                   | Malmö                        | Łotwa                        | Gol · Gol                    | 10:0                         | towarzyski                   |
| 17.                          | 29.09.1929                   | Oslo                         | Norwegia                     | Gol                          | 1:2                          | Puchar Nordycki              |
| 18.                          | 15.06.1930                   | Sztokholm                    | Szwajcaria                   | Gol                          | 1:0                          | towarzyski                   |
| 19.                          | 22.06.1930                   | Kopenhaga                    | Dania                        |                              | 1:6                          | Puchar Nordycki              |
| 20.                          | 06.07.1930                   | Sztokholm                    | Norwegia                     | Gol · Gol                    | 6:3                          | Puchar Nordycki              |
| 21.                          | 28.09.1930                   | Liège                        | Belgia                       |                              | 2:2                          | towarzyski                   |
| 22.                          | 17.06.1931                   | Sztokholm                    | Niemcy                       |                              | 0:0                          | towarzyski                   |
| 23.                          | 10.06.1932                   | Helsinki                     | Finlandia                    |                              | 3:1                          | Puchar Nordycki              |
| 24.                          | 19.06.1932                   | Kopenhaga                    | Dania                        | Gol                          | 1:3                          | Puchar Nordycki              |
| 25.                          | 25.09.1932                   | Sztokholm                    | Litwa                        |                              | 8:1                          | towarzyski                   |
| 26.                          | 06.11.1932                   | Bazylea                      | Szwajcaria                   |                              | 1:2                          | towarzyski                   |
| 27.                          | 11.06.1933                   | Sztokholm                    | Estonia                      | Gol                          | 6:2                          | el. MŚ                       |
| 28.                          | 18.06.1933                   | Kopenhaga                    | Dania                        |                              | 2:3                          | Puchar Nordycki              |
| 29.                          | 02.07.1933                   | Solna                        | Węgry                        |                              | 5:2                          | towarzyski                   |
| 30.                          | 14.07.1933                   | Sztokholm                    | Finlandia                    | Gol                          | 2:0                          | Puchar Nordycki              |
| 31.                          | 24.09.1933                   | Oslo                         | Norwegia                     |                              | 1:0                          | Puchar Nordycki              |
| 32.                          | 27.05.1934                   | Bolonia                      | Argentyna                    | Gol                          | 3:2                          | Mundial 1934                 |
| 33.                          | 31.05.1934                   | Mediolan                     | III Rzesza                   |                              | 1:2                          | Mundial 1934                 |
| 34.                          | 17.06.1934                   | Kopenhaga                    | Dania                        |                              | 5:3                          | Puchar Nordycki              |
| 35.                          | 01.07.1934                   | Sztokholm                    | Norwegia                     |                              | 3:3                          | Puchar Nordycki              |